# Henri Daoust
Pour les articles homonymes, voir Daoust, d'Aoust et Jacquet.
Henri Daoust (Verviers, 1906 - Mexico, 1982) est un philologue et peintre belgo-espagnol exilé au Mexique après la Guerre d'Espagne. Ayant acquis la nationalité espagnole, il est connu aussi sous le nom d'Enric ou Enrique d'Aoust i Jacquet.

## Biographie
Henri Daoust étudie les beaux-arts à Verviers et à Liège. Très jeune, il voyage à travers l'Europe pour faire connaître son art. Docteur en philosophie et lettres, il enseigne l'allemand à la très progressiste Escola Normal de la Generalitat, dont les principes d'éducation s'inspirent de doctrines révolutionnaires[évasif]. En 1927, il épouse la poétesse espagnole Palmira Jaquetti (Barcelone, 1895 - Els Monjos, 1963) mais son mariage est un échec er le leur marriage est un échec. Il épouse en secondes noces Carmen Siegrist. Sa participation à la rédaction du Cançoner Popular de Catalunya, œuvre importante consignant l'âme populaire[évasif] du peuple catalan, et ses principes d'éducation lui valent d'être emprisonné par Francisco Franco lui-même à l'issue de la Guerre civile d'Espagne. Il s'exile en 1940 au Mexique, via Cuba, et se consacre totalement à la peinture. Il y décède en 1982.

## Œuvre
En tant que philologue, il est connu pour ses nombreuses participations au Cançoner Popular de Catalunya aux côtés d'intellectuels catalans comme Palmira Jaquetti. (Publicacions de l'Abadia de Montserrat, 1999 - 2004)
En tant que peintre, influencé par des artistes tels Julio Romero de Torres et Diego Rivera, il est réputé pour ses portraits qui reflètent le caractère de la société mexicaine.